# Paul Patterson
Pour les articles homonymes, voir Patterson.
Paul Patterson, né le 15 juin 1947 à Chesterfield (dans le Derbyshire, en Angleterre), est un compositeur britannique et professeur de composition à la Royal Academy of Music.